# Зутман, Йохан
Йохан Арнольд Зутман (нидерл. Johan Arnold Zoutman; 10 мая 1724 — 7 мая 1793) — нидерландский адмирал.
Командовал нидерландским флотом во время Четвёртой англо-голландской войны, в том числе в сражении при Доггер-банке.

## Память
В 1798 году в честь адмирала в Ораньестаде был построен форт Зутман, который является старейшей голландской структурой на острове Аруба. Башня Виллема III была построена у западного входа в форт в 1868 году и функционировала как башня с часами, маяк и станция для полицейских сил Арубы. В крепости теперь находится Исторический музей Арубы.